# レオポルト・フォン・ホーエンツォレルン＝ジグマリンゲン
レオポルト・フォン・ホーエンツォレルン＝ジグマリンゲン（ドイツ語: Leopold von Hohenzollern-Sigmaringen, 1835年9月22日 - 1905年6月8日）は、ホーエンツォレルン＝ジグマリンゲン侯国の王族、軍人。ホーエンツォレルン侯（在位：1885年 - 1905年）。スペインの王位継承問題に際して国王に推挙されたことが、普仏戦争の原因となった。

## 生涯
1835年9月22日、ホーエンツォレルン＝ジグマリンゲン侯カール・アントンとその妃であったバーデン大公女ヨゼフィーネ（バーデン大公カールの長女）の間に長男（第1子）としてクラウヒェンヴィース（現在のバーデン＝ヴュルテンベルク州ジグマリンゲン郡）で生まれた。次弟のカールはカロル1世として初代ルーマニア国王となった。
1868年、スペインではフアン・プリムによってクーデターが発生し、女王イサベル2世はフランスへ亡命した（スペイン9月革命）。イサベル2世はパリで息子アルフォンソへの譲位を表明するがプリムはこれを拒否し、スペイン王位を誰が継承するかが問題となった。プロイセン国王ヴィルヘルム1世や首相オットー・フォン・ビスマルクはレオポルトを推し、プリムもこれに同意して1870年にレオポルトへ即位を要請した。しかしフランス皇帝ナポレオン3世は東西をホーエンツォレルン家が治める国に挟まれることを嫌って強く反発、レオポルトは即位を辞退した。結局、イタリア国王ヴィットーリオ・エマヌエーレ2世の次男アメデーオがアマデオ1世として王位に即いた。
フランス側はレオポルトの即位辞退には飽き足らず、将来に亘ってもホーエンツォレルン家からスペイン王を出さないことの確約を求めたが、ヴィルヘルム1世はこの要求を拒否した。ビスマルクはこの経緯を意図的に改竄してプロイセンとフランスの敵対感情を煽り（エムス電報事件）、結果普仏戦争が勃発することとなる。
1905年6月8日にベルリンで歿し、長男のヴィルヘルムがホーエンツォレルン侯家家長の座を継承した。

## 結婚と子女
1861年9月12日、ポルトガル女王マリア2世の三女アントニアとリスボンで結婚した。アントニアとの間に以下の3男を儲けた。
- ヴィルヘルム・アウグスト・カール・ヨーゼフ・ペーター・フェルディナント・ベネディクト（1864–1927） - ホーエンツォレルン侯家家長
- フェルディナント・ヴィクトル・アルベルト・マインラート（1865–1927） - ルーマニア国王フェルディナンド1世
- カール・アントン・フリードリヒ・ヴィルヘルム・ルートヴィヒ（1868–1919）

| レオポルト・フォン・ホーエンツォレルン＝ジグマリンゲン ホーエンツォレルン＝ジグマリンゲン家 1835年9月22日 - 1905年6月8日 |                                                      |                   |
| ドイツの爵位 |                                                      |                   |
| 先代 カール・アントン | ホーエンツォレルン＝ジグマリンゲン侯 1885年 - 1905年 | 次代 ヴィルヘルム |